# Sokhumi Warriors
I Sokhumi Warriors  sono una squadra di football americano di Sukhumi, in Georgia.

## Dettaglio stagioni

### Campionato
| Stagione | regular season | regular season | regular season | regular season | regular season | regular season | playoff | playoff | playoff | playoff | playoff | playoff    | playoff           |
|          | Vin            | Par            | Per            | Tot            | PF             | PS             | Vin     | Per     | Tot     | PF      | PS      | risultato  | avversaria        |
| -------- | -------------- | -------------- | -------------- | -------------- | -------------- | -------------- | ------- | ------- | ------- | ------- | ------- | ---------- | ----------------- |
| 2018     | 0+?            | 0+?            | 4+?            | 4+?            | 18+?           | 118+?          | -       | -       | -       | -       | -       | -          | -                 |
| 2019     | 2+?            | 0+?            | 1+?            | 3+?            | 52+?           | 63+?           | 0       | 1       | 1       | 8       | 37      | Semifinale | Tbilisi Crusaders |
| Totale   | 2+?            | 0+?            | 5+?            | 7+?            | 70+?           | +?             | 0       | 1       | 1       | 8       | 37      |            |                   |

Fonti: Enciclopedia del Football - A cura di Roberto Mezzetti

### Riepilogo fasi finali disputate
| Anno | Luogo   | Evento                                     | Fase del torneo | Incontro                             | Risultato |
| 2019 | Tbilisi | Campionato georgiano di football americano | Semifinale      | Tbilisi Crusaders - Sokhumi Warriors | 37 - 8    |